# Skurugata naturreservat
Skurugata är ett naturreservat kring en bergsklyfta i Hults och Eksjö socknar i Eksjö kommun i Småland (Jönköpings län). Klyftan Skurugata är omkring 800 meter lång, upp till 35 meter djup, och mellan 7 och 24 meter bred. Reservatet är skyddat sedan 1967 och är 42 hektar stort. Det är beläget 8 km nordost om Eksjö.
I området finns en stig på cirka 2 km som leder genom hela sprickan och upp på bergstoppen Skuruhatt. I mitten av sprickan finns en sten som går att lyfta bort och bakom finns en gästbok, vars exakta plats markeras av en skylt i klippväggen.
Fram till 1954 fanns en järnvägsstation i Skurugata belägen utmed den smalspåriga Eksjö–Österbymo Järnväg, byggd 1915 och nedlagd 1954.

## Geologi och biologi
Skurugata är en ovanlig geologisk bildning, en omkring 800 meter lång klyfta i berget som är mellan 7 och 24 meter bred. Det finns flera liknande skuror på andra ställen i östra Småland, varav Skurugata inte är den största. De branta bergväggarna är på vissa ställen 35 meter höga.
Det finns ett antal olika teorier om hur klyftan en gång bildades. Den vanligaste förklaringen är att klyftan skapats av en isälv vid inlandsisens smältning. Andra tror att klyftan är en spricka i berggrunden eller en gravsänka. Berget i området och stenarna på klyftans botten utgörs av gråbrun och mörkbrun porfyr med inlägg av kvarts och röd fältspat.
Det finns ett antal olika mossor i sprickan, vissa av dem förekommer annars bara i fjälltrakter. I de omgivande skogarna finns också ett intressant fågelliv. Bland annat kan man se tjäder, orre, järpe och korp.
Även varma sommardagar brukar det vara svalt i botten av klyftan och vissa år har högar av snö och is legat kvar långt in på sommaren. Tidigt på säsongen, och efter kraftigt regn, kan delar av sprickan vara vattenfylld.

## Bilder

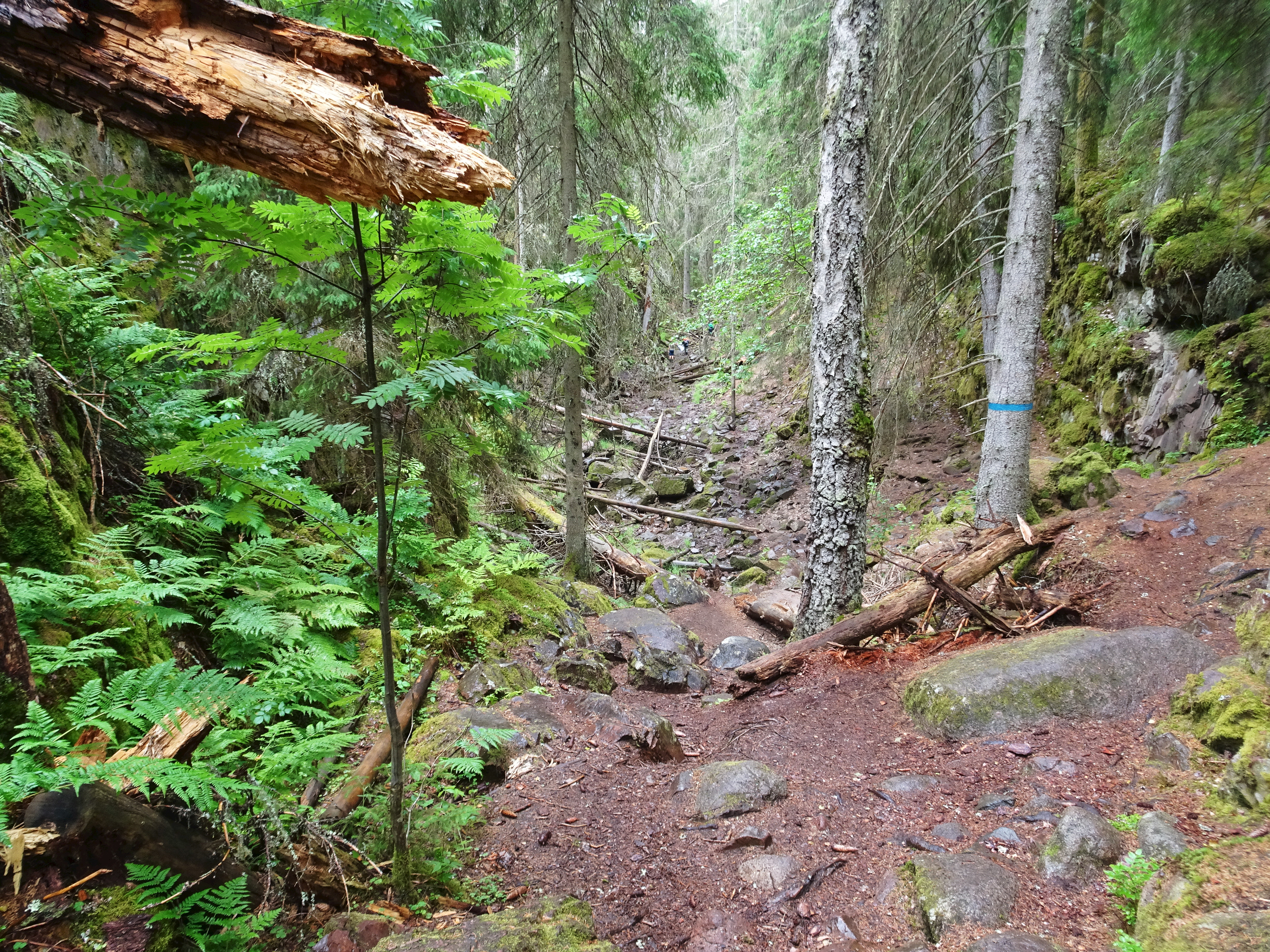
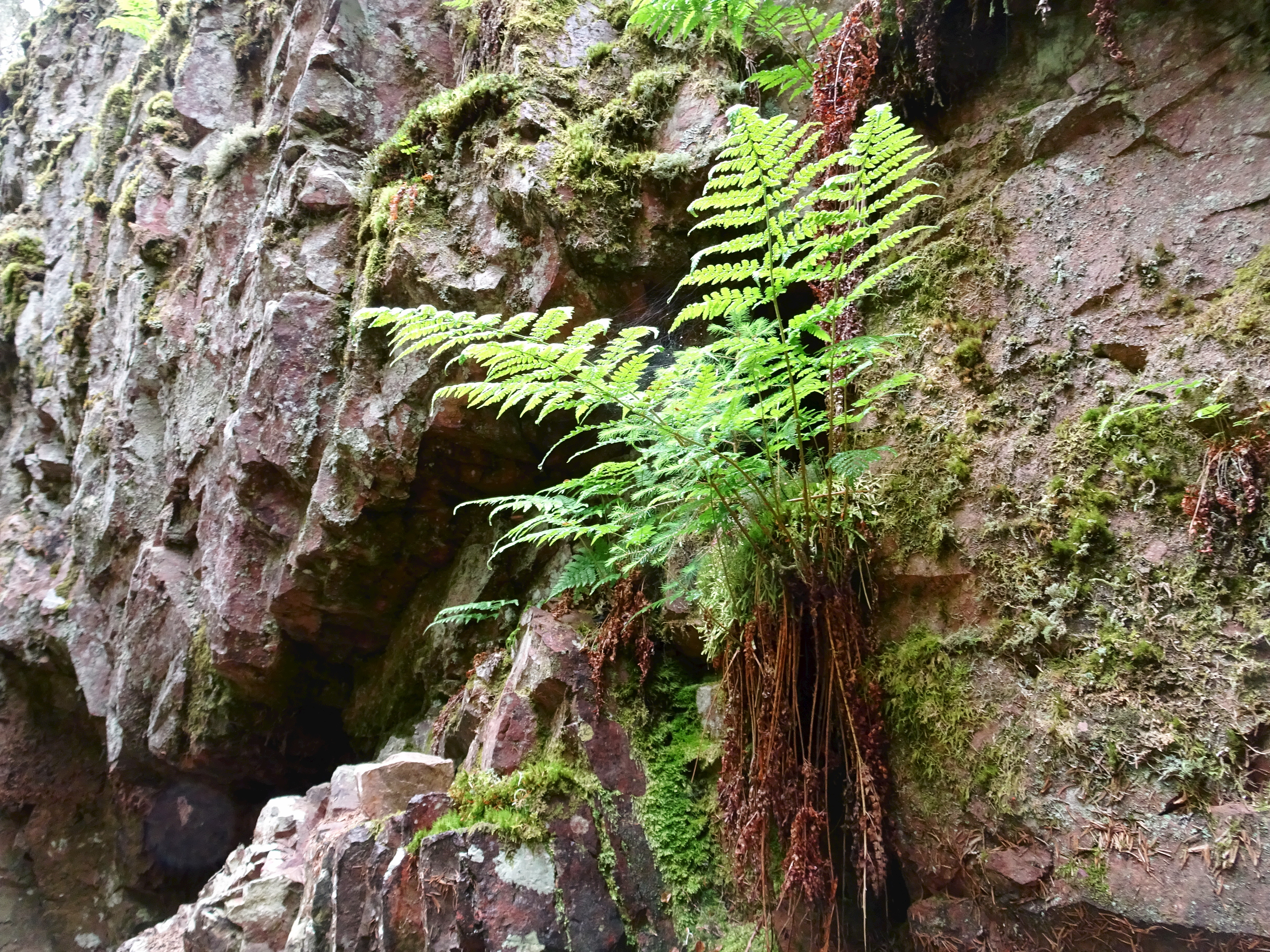
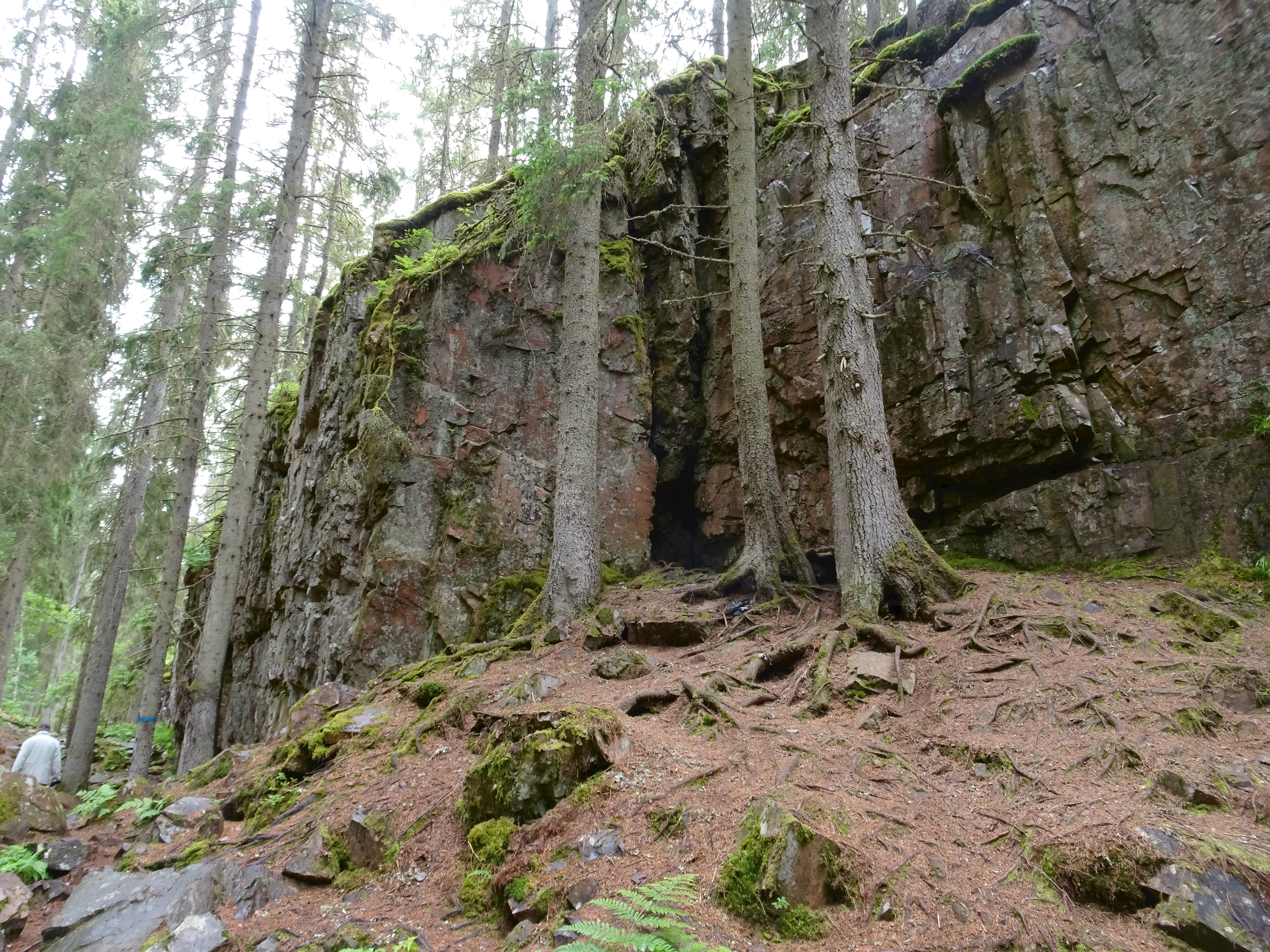
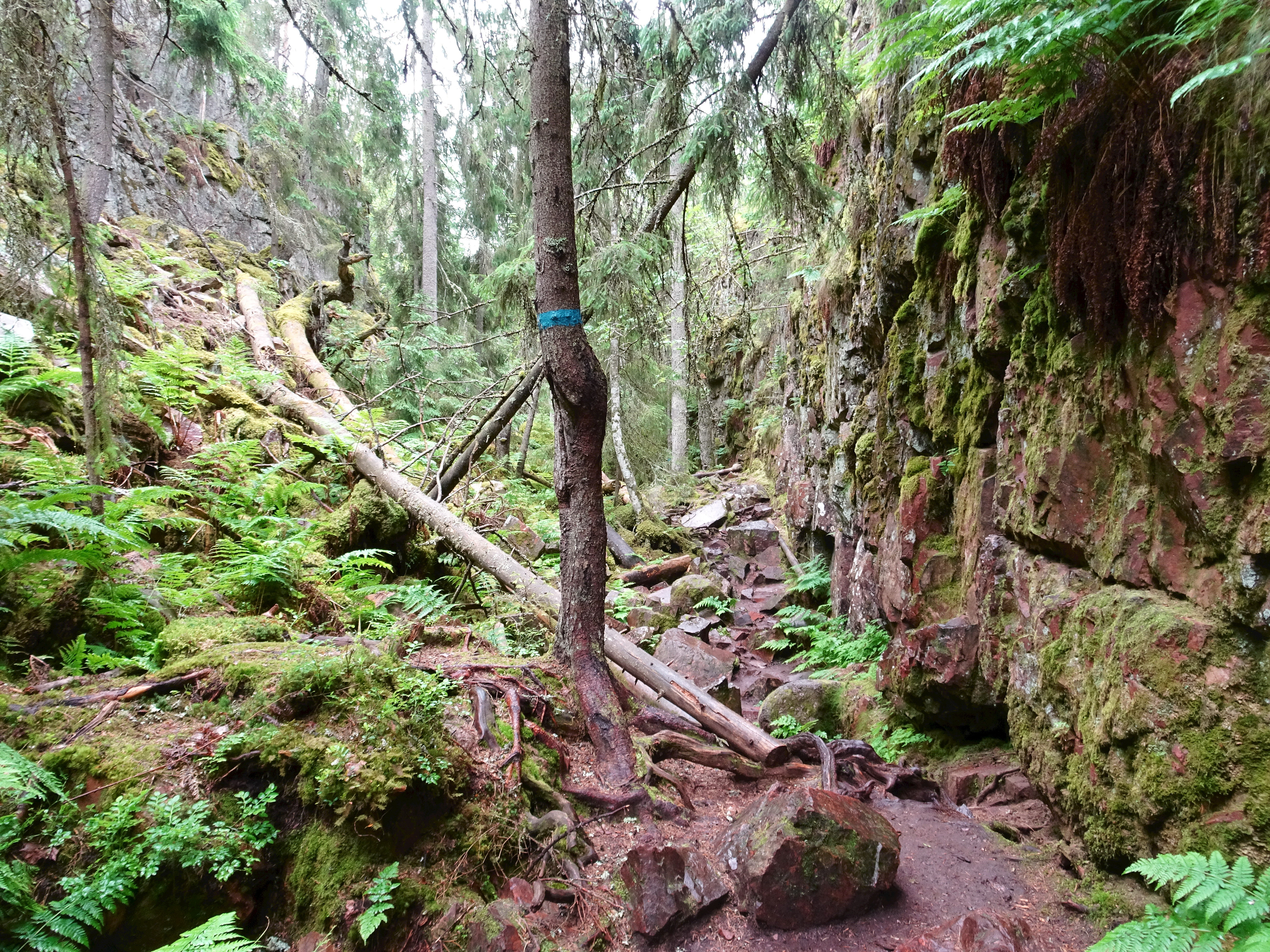
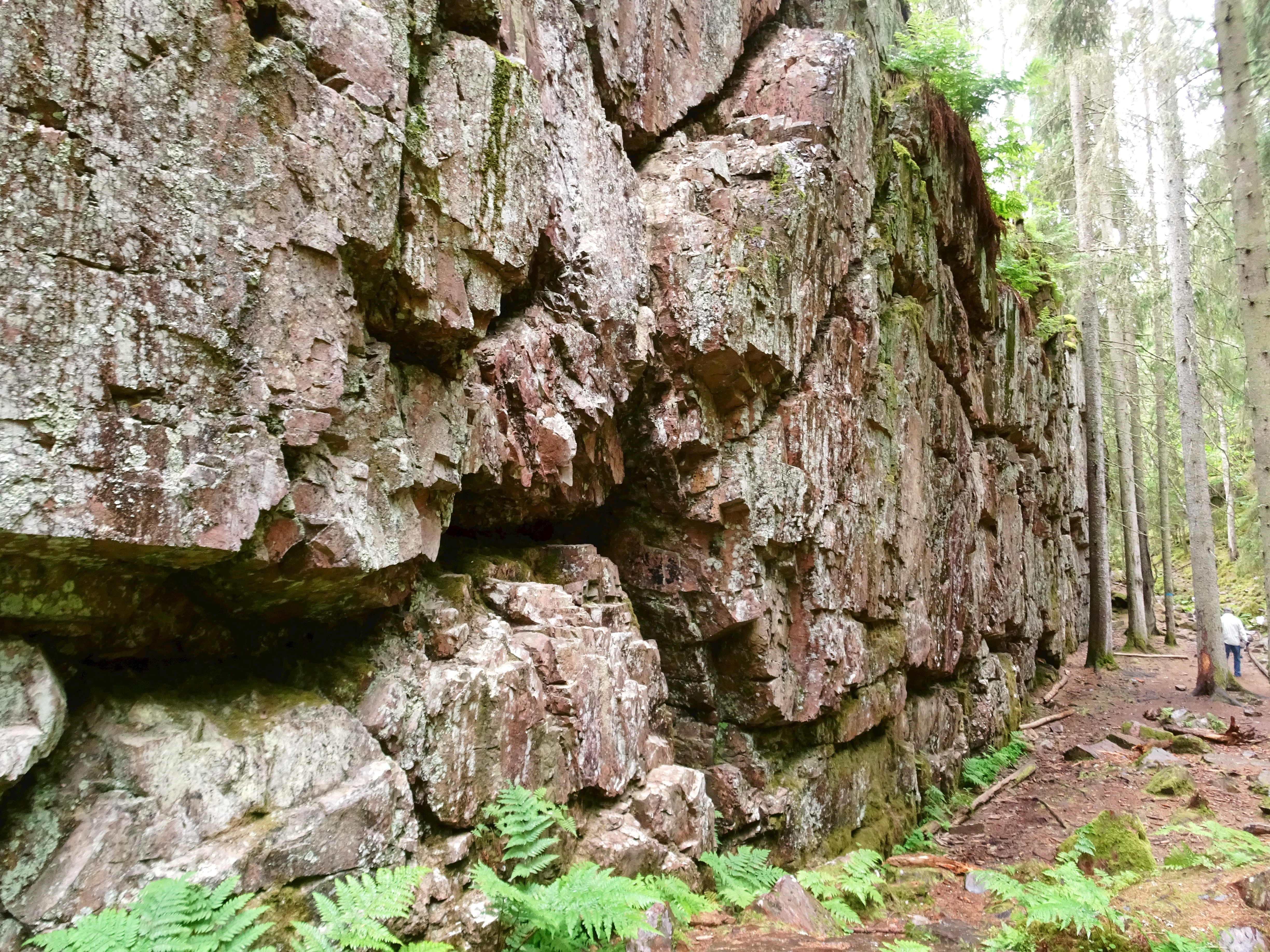
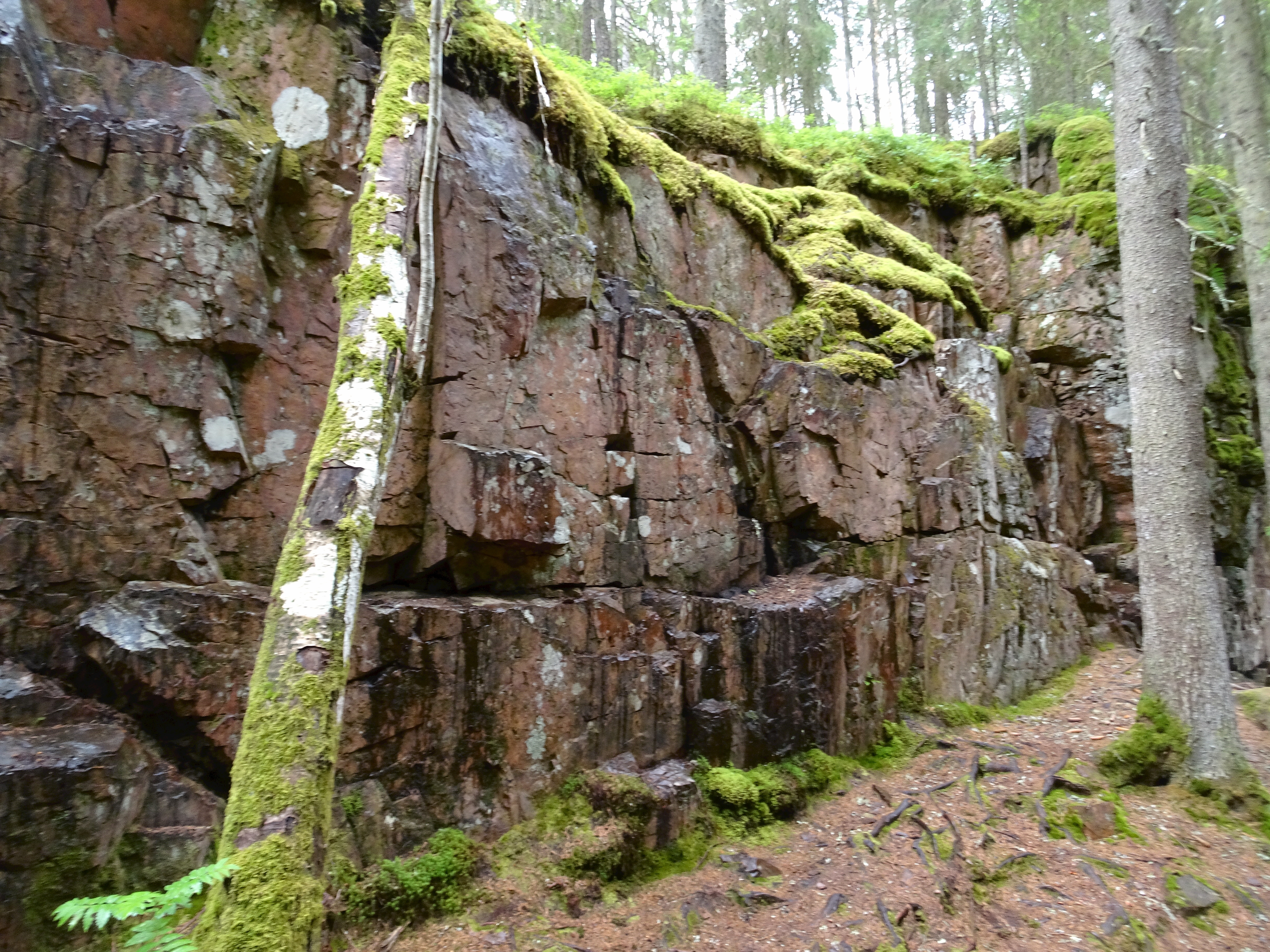

## Klyftan i kulturen

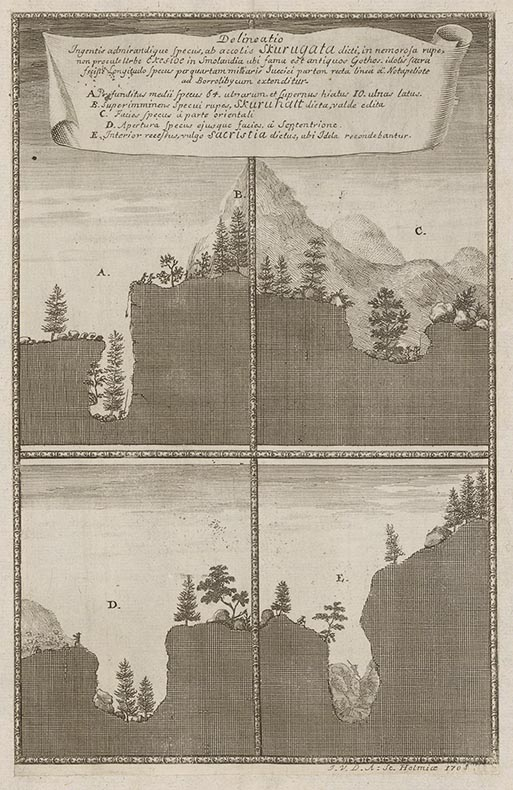
Skurugata i Suecia-verket.

Klyftan avbildades som en av ett tjugotal utvalda platser i Sverige i Suecia antiqua et hodierna cirka 1708. Titeln har översatts till:
| ”                            | En stor och underlig klyfta i ett skogsklätt berg, Skurugata, icke långt från staden Eksjö i Småland, där de gamla göterna enligt sägen offrat åt sina gudar. Klyftans längd sägs vara en fjärdedels svensk mil. | „ |
| – Suecia antiqua et hodierna | |   |

Skurugata var även tillhåll för trollen, en sägen om Pelle Katt och trollen i Skurugata har återgetts av Herman Hofberg i Svenska folksägner. Pelle Katt förbannar trollen för sin otur under en jakttur, och straffas genom att få synen förvänd och skjuta ihjäl sitt eget barn. Han super sedan ihjäl sig för pengarna han fått av trollen.
I en av de oländigaste delarna av Skurugata finns en grotta, kallad "Tjuva-Jösses håla". Grottan finns även med i Suecia antiqua et hodierna och kallas där Sakristian. Tjuva-Jösse var en tjuv som sades ha stått i förbund med trollen, och därför lyckats undkomma rättvisan. Han kunde förvända synen på sina förföljare. Till slut lyckades dock några drängar slå ihjäl honom när han låg och sov.
Enligt en tradition skall hans bössa vara gömd någonstans i Skurugata. Det sägs att den som hittar bössan kommer att få stor framgång.
Även författaren och illustratören Albert Engström som föddes i Lönneberga socken 1869 fängslades av platsen. Skurugatans mytomspunna miljö kom att prägla hans författarskap och hans illustrationer. Här lekte han som barn och många av hans berättelser utspelar sig just här. Till hans minne restes en minnessten på Skuruhatt.